# Messenger Kids

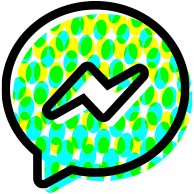
Logo de Messenger Kids

Messenger Kids es una aplicación de mensajería y una plataforma lanzada por Facebook en diciembre de 2017. La plataforma está diseñada para una audiencia joven como alternativa más segura a la plataforma Facebook Messenger. Los usuarios pueden registrarse con su nombre y apellido en lugar de números de teléfono. Inicialmente, se lanzó para tabletas iPad con el sistema operativo iOS únicamente en los Estados Unidos, aunque posteriormente se agregó compatibilidad con dispositivos iPhone y Android y se implementó en Canadá, Perú y México.
Los padres tienen supervisión y control, con requisitos sobre verificación de identidad y aprobación de contactos. No hay compras en la aplicación ni anuncios y, por lo tanto, tampoco recopilación de datos con fines publicitarios, las cuentas de los niños no son visibles en la búsqueda en Facebook y la cuenta del niño no migra automáticamente a una cuenta completa de Facebook una vez que el niño cumple 13 años. (la edad mínima para registrarse en Facebook). Cuenta con filtros y lentes de realidad aumentada, junto con juegos y contenido educativo.

## Crítica
Si bien la aplicación fue certificada por la Ley de Protección de la Privacidad en Línea para Niños (COPPA), recibió críticas e inquietudes importantes, principalmente debido a que recopilaba el contenido de los mensajes y las fotos enviadas por menores, así como para intentar que las personas se enganchen a la experiencia de Facebook a una edad muy temprana. El Secretario de Salud del Reino Unido Jeremy Hunt criticó públicamente la iniciativa,  tuiteando que la empresa debería «mantenerse alejada de mis hijos» y «Facebook me dijo volverían con ideas para PREVENIR el uso de su producto por parte de menores de edad, pero en su lugar se dirigen activamente a los niños más pequeños».